# Jacques Eléonor Rouxel de Grancey
Jacques Eléonor Rouxel de Grancey, conde de Grancey y de Médavy (31 de mayo de 1655-6 de noviembre de 1725) fue un mariscal de Francia.
Nieto del también mariscal de Francia Jacques Rouxel de Grancey (1605-1680), entró como cadete en el Cuerpo de Guardia a la edad de 18 años, brigadier en 1688 y teniente general en 1702.
Algunas de sus principales acciones militares fueron la conquista del Franco Condado (1674), la Batalla de Seneffe (1674) o la Batalla de Castiglione (1706), su mayor victoria.
En 1724 fue nombrado mariscal de Francia por el rey Luis XV de Francia.
Casado el 12 de junio de 1685 con Marie-Thérèse Colbert, una sobrina de Jean-Baptiste Colbert tuvo tres hijas, fallecidas todas antes que su padre.